# Ramón Gómez de la Serna
Ramón Gómez de la Serna Puig (Madrid, 3 de julio de 1888-Buenos Aires, 12 de enero de 1963) fue un prolífico escritor y periodista vanguardista español, generalmente adscrito a la generación de 1914 o novecentismo, e impulsor del género literario conocido como greguería. Posee una obra literaria extensa que va desde el ensayo costumbrista o la biografía (escribió varias, sobre Valle Inclán, Azorín y sobre sí mismo: Automoribundia) hasta la novela y el teatro. Su vida y obra es una ruptura contra las convenciones. Es así una encarnación con el espíritu y la actuación de las vanguardias, a las que dedicará un libro llamado Ismos. Su obra es extensa y su eje central son las greguerías: un género iniciado por él, como un conjunto de apuntes en los que encierra una pirueta conceptual o una metáfora insólita. Suelen ser de varios tipos: chistes, juegos de palabras, o incluso también como apuntes filosóficos.
«Ramón», como le gustaba que le llamaran, escribió un centenar de libros, la gran mayoría traducidos a varios idiomas. Divulgó las vanguardias europeas desde su concurrida tertulia en el Café de Pombo inmortalizada por su amigo, el pintor y escritor expresionista José Gutiérrez Solana. Escribió especialmente biografías en que el personaje reseñado suponía en realidad una excusa para la divagación y la acumulación de anécdotas, verdaderas o inventadas.

## Biografía
Su vida ha sido recogida por varios biógrafos, algunos de ellos amigos suyos. Él mismo escribió su autobiografía durante su periodo de exilio en Buenos Aires a la edad de sesenta años. El periodo que comprende su vida va desde finales del siglo XIX hasta mediados del XX. Durante todo este tiempo fue testigo de grandes cambios sociales y políticos en Europa y España, y como tal fue importante su desempeño como vehículo de entrada en España de las vanguardias.

### Infancia y juventud
Nace en Madrid el 3 de julio de 1888, en el número cinco de la calle de las Rejas (en la actualidad, número siete de la calle Guillermo Rolland). Hijo de don Javier Gómez de la Serna y Laguna, un abogado de clara vocación por el partido liberal y funcionario del Gobierno del Ministerio de Ultramar, y su madre doña Josefa Puig Coronado, sobrina de la escritora Carolina Coronado. Al ser bautizado en la Iglesia de San Martín se le imponen los nombres de Ramón Javier José y Eulogio. Pasó su infancia entre juegos por la plaza de Oriente, acompañado de su tía Milagros. Algunos años después la familia se traslada a la calle de la Cuesta de la Vega, cercana a la calle de Segovia (a la altura del viaducto). Una subida de alquileres, unido a la espera de un nuevo hermano de Ramón, hicieron que la familia se trasladara a la céntrica calle de Corredera Baja de San Pablo (cerca del Teatro Lara, por entonces recién inaugurado). Es en esta época en la que comienza su formación en el Colegio madrileño del Niño Jesús. Debido al desastre de 1898 se cerró el Ministerio de Ultramar, lo que obligó a su padre a presentarse a una oposición como registrador de la propiedad, oposición que finalmente ganó, haciendo que la familia se tuviera que trasladar a Frechilla (pueblo de la provincia de Palencia).
Tres años pasará Gómez de la Serna, junto a su hermano José, ambos internados en el Colegio de San Isidoro en la ciudad de Palencia (cerca de la catedral). Durante estos tres años la situación política española era muy complicada, la pérdida progresiva de las colonias y la agitación política animó las aspiraciones políticas de su padre, Javier Gómez de la Serna, que en sus frecuentes viajes a la Capital va adquiriendo renombre, hasta ser elegido diputado liberal por el distrito de Hinojosa del Duque en 1898 y años posteriores. Por este motivo, más tarde la familia entera regresa de nuevo a Madrid a una casa ubicada en la calle Fuencarral (números 33-34), donde Ramón continúa sus estudios en los Padres Escolapios del Instituto Cardenal Cisneros. Su tío Andrés García de Barga y Gómez de la Serna (un año mayor que él), apodado Corpus Barga, con su ejemplo le incita indirectamente a escribir.
A los catorce años de edad, en 1902, estando aún en el instituto pone en marcha, como director de la misma, una publicación de elaboración manual llamada «El Postal, Revista Defensora de los Derechos Estudiantiles», de la que se "editan" varios números, figurando en la misma una relación de sus "suscriptores". La revista está llena de dibujos, secciones diversas y amenas, y escritos elaborados mediante métodos de impresión artesanales. Ramón demuestra ya precozmente un gran talento y liderazgo (aunque también gran falta de seguimiento de las normas de ortografía).
En 1903, Gómez de la Serna acaba su bachillerato y su padre le regala como premio un viaje a París. Este viaje lo hace solo, y con una pequeña aportación económica se acomoda en una pensión cercana al Sena. Tras el periodo de bachillerato se inscribe en la Facultad de Derecho, estudios por los que al cabo de los años no parece ofrecer mucho apego. Su tío publica un libreto a la edad de los diecisiete años titulado Cantares, un canto melancólico a los años de la adolescencia. El ejemplo de su tío estimula aún más la ya la prematura afición de Ramón por la literatura, y se esfuerza por emularle. En 1905 su padre, que era por aquel entonces director general de Registros y Notariado, le financia su primera obra publicada a través de un medio editorial registrado, que se titula «Entrando en fuego». Gómez de la Serna tenía dieciséis años al publicarse el libro en la imprenta del Diario de Avisos de Segovia. La familia se sorprende por la aparición de dos escritores a tan temprana edad, con la excepción de su tía Carolina Coronado, que les anima a seguir. A pesar de ello, desconociendo los motivos, en 1908 se matricula en la Universidad de Oviedo para continuar sus estudios de derecho. A pesar de acabar la carrera nunca llegó a ejercer la profesión: el afán literario le absorbió. La familia le aconseja que aprovechando la carrera oposite a la Administración. En 1908 publica el que será su segundo libro, Morbideces, en el que se retrata a sí mismo en su propia juventud y contiene los principios de lo que se considera su estilo. Es en esta época cuando muere su madre Josefa Puig Coronado. Empezó su carrera literaria en el periodismo, donde destacó por su carácter original, ejerciendo una rebelión imaginativa y nihilista contra una sociedad anquilosada, burguesa y sin expectativas. Empieza a rondar los cafés de tertulia de Madrid, sale a las diez de la noche, tras cenar y regresa a las dos, trabajando por la noche.

### Comienzos: RevistaPrometeo

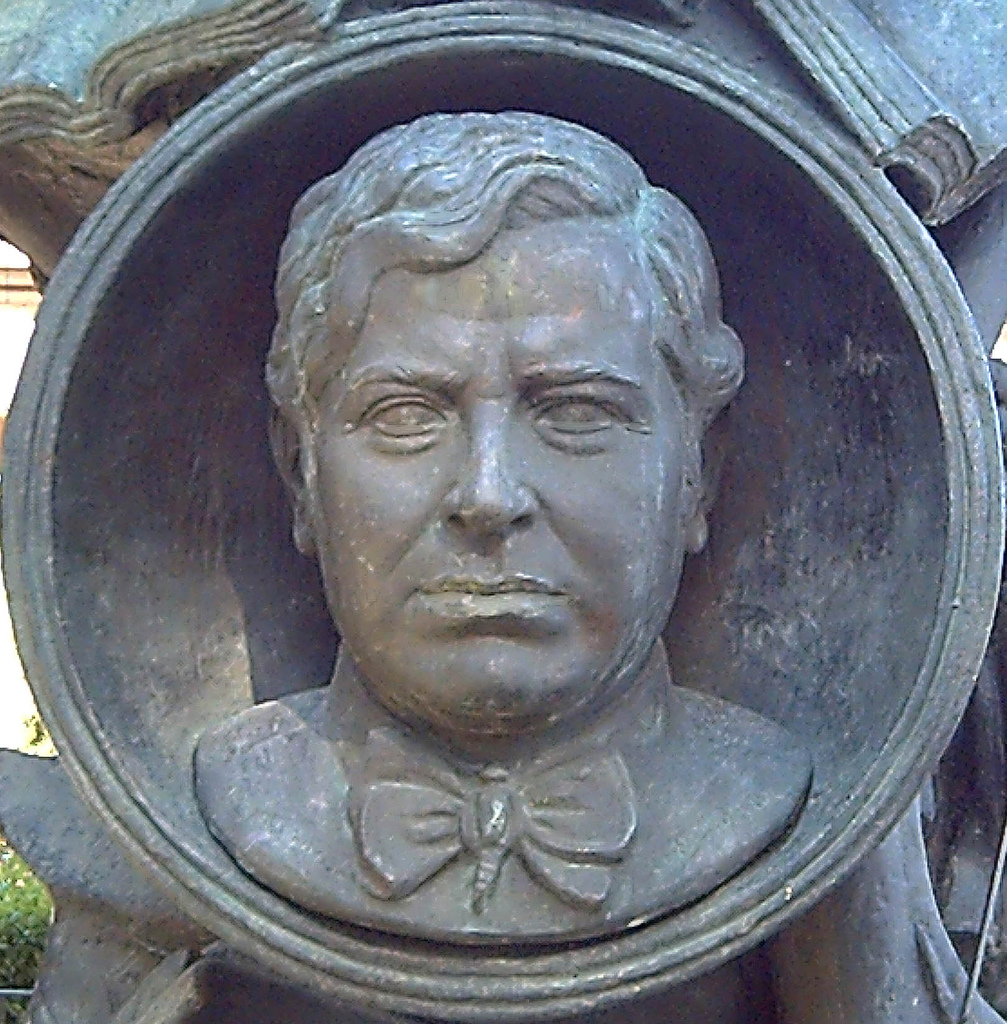
Busto en bronce de Gómez de la Serna, por Enrique Pérez Comendador. Detalle del monumento al escritor en los Jardines de Las Vistillas de Madrid (1972).

Gómez de la Serna abandona la casa familiar de la calle Fuencarral y se instala en la calle de la Puebla; en este nuevo enclave tendrá un espacio más íntimo para poder escribir artículos periodísticos. En esta época, inaugura la revista Prometeo y escribe bajo el pseudónimo de Tristán. La revista servía a los intereses políticos de su padre y quería renovar el panorama literario español, bebiendo fundamentalmente de la literatura finisecular francesa e inglesa. En el sexto número de Prometeo, Gómez de la Serna escribe un artículo titulado «El concepto de la nueva literatura»; este titular abre paso a la colaboración que durará cuatro años a lo largo de sus treinta y ocho números. Gómez de la Serna es tildado de iconoclasta, anarquista de las letras, blasfemo, etcétera. Durante este periodo no solo se dedica a escribir en Prometeo, sino que da conferencias en el Ateneo de Madrid. Durante estos años publica Beatriz (1909), el drama Desolación, Ateneo, El libro mudo y, en 1911, Sur del renacimiento escultórico español, así como Las muertas.
A la edad de veintiuno, se enamora de la también escritora y periodista Carmen de Burgos, apodada Colombine, mujer veinte años mayor que él. Ella, que se había separado de su marido y quedado viuda en 1909, vive sola con su una hija adolescente y posee una plaza en la Escuela Normal. Puntualmente, todos los días iba Gómez de la Serna a visitarla a su casa a las cinco de la tarde, escribían juntos y luego paseaban por los cafés de la Puerta del Sol hasta medianoche. La preocupación del padre por este idilio alocado hace que mueva sus influencias y lo nombren secretario de pensiones en la oficina española de París. Gómez de la Serna realiza ilusionado su segundo viaje a esta ciudad, alojándose cerca del Café de la Source (al que acude por las tardes Manuel Machado). A pesar del distanciamiento, Carmen pide una excedencia de tres años y se va con él en 1909. Realizaron varios viajes por Europa, visitando Londres, Nápoles y Lisboa, entre otras ciudades. En París, los visitaban amigos como la mujer de Eduardo Zamacois o su tío Corpus Barga, con quienes solía quedar Gómez de la Serna en el Café de la Source. Durante esta estancia en París continuó escribiendo en la revista Prometeo. Justo al final de la etapa, empieza a mencionar a sus amigos una nueva creación: las greguerías. Fue Carmen de Burgos la madrina de las greguerías en ese periodo parisino. Las greguerías las irá escribiendo poco a poco, a lo largo de toda su vida.
Un viaje a Inglaterra coincidió con el periodo navideño y al volver a París tiene una airada entrevista con Pío Baroja (ambos no se caían simpáticos). Tras ello viaja a Italia y posteriormente a Suiza. Al llegar a París le llegan noticias del planeado desmantelamiento, por parte de su padre, de la revista Prometeo. Por otra parte el empleo como secretario de pensiones en París se extinguía. Poco a poco la idea de regresar a Madrid se iba haciendo más evidente. Finalmente ambos regresan a Madrid, Carmen retoma su empleo de la Escuela Normal y él regresa a la calle de la Puebla.

### Periodo pombiano

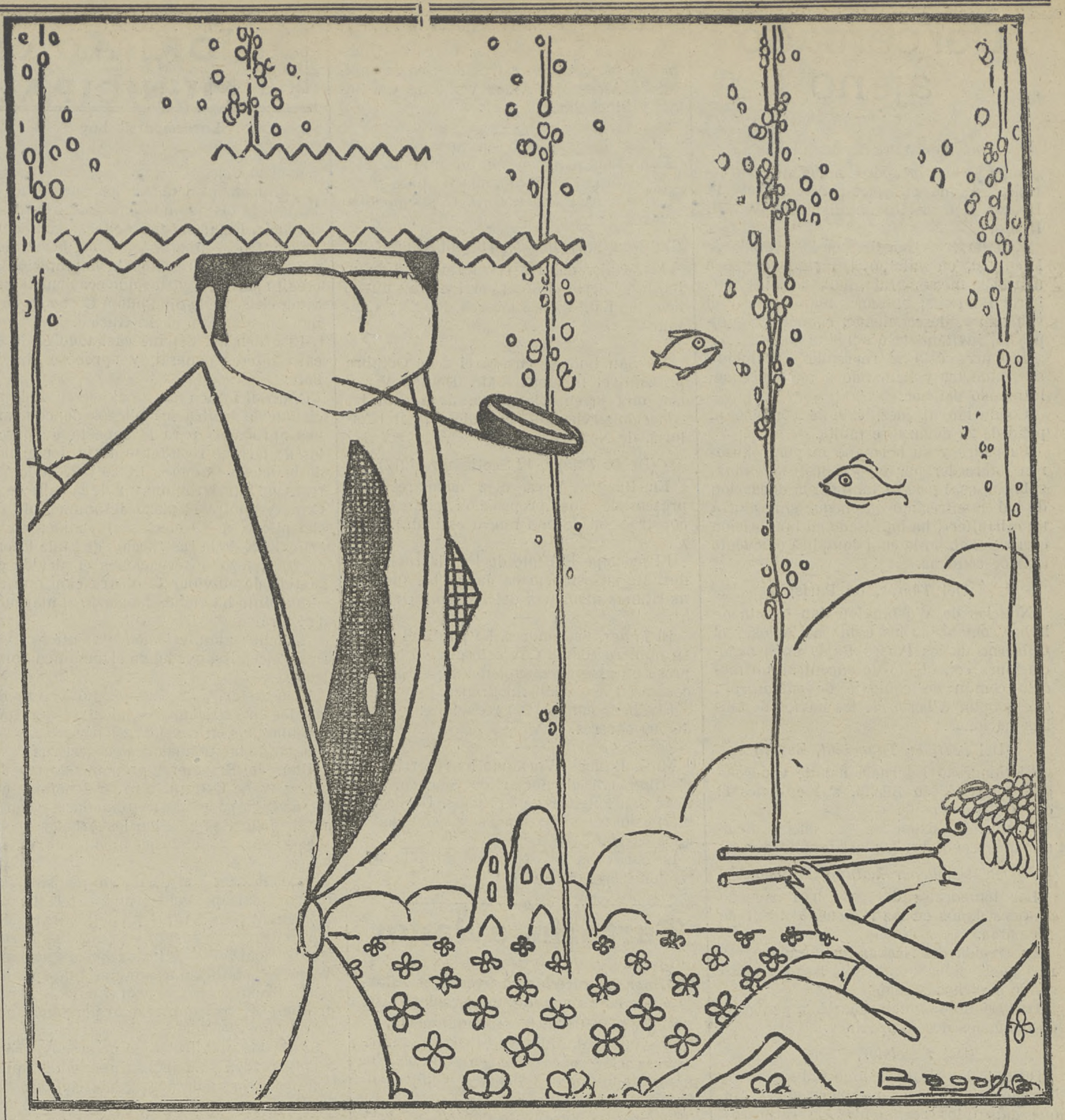
Caricaturizado por Bagaría en La Tribuna (1912), periódico para el que escribió.

Gómez de la Serna regresa a los cafés madrileños y se hace amigo del pintor José Gutiérrez Solana, de Azorín, Manuel Bueno, Pedro Emilio Coll y tantos otros que le acompañarían en las tertulias. De entre todos ellos se encuentran como inseparables Paco Vighi y Tomás Borrás. Pronto entra en nómina del periódico La Tribuna. Tras recibir una pensión de su padre regresa a París por tercera vez en 1914 y escribe la que será su primera novela, El doctor inverosímil, rematando el libro el mismo día que comienza la Primera Guerra Mundial. El ambiente bélico le hace regresar de nuevo a Madrid. El padre le consigue el puesto de oficial técnico de la Fiscalía del Tribunal Supremo. Se dedicó a cumplir el nuevo puesto y a diario acudía al Tribunal Supremo.
Al regreso de Madrid tras su tercer viaje de París, se le ocurre como proyecto crear una reunión literaria en forma de tertulia. En la primera fase se centró en buscar un lugar apropiado, en aquella época había muchos cafés y era más bien una labor ardua buscar un lugar apropiado para la tertulia. Uno de los requerimientos era que fuese céntrica, no popular. Un buen día entró en el café Pombo, una simple botillería situada en el número 4 de la calle de Carretas. El Pombo no era uno de los grandes cafés (como el Fornos, el Suizo, el de la Montaña, etc.) y quizá ese abandono y el aspecto ajado del local que el propio Gómez de la Serna denominó como 'anacronismo' le decidieron a convocar allí a sus amigos mediante oficiosas tarjetas de invitación. La tertulia, celebrada los sábados después de cenar -los que podían - se bautizó «sagrada cripta del Pombo» y permaneció activa entre 1914 y 1936.

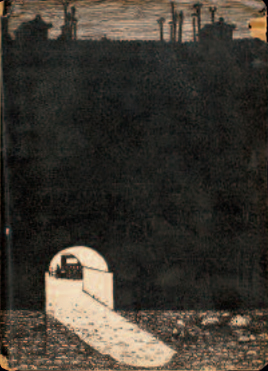
Portada de Pombo (1918), a cargo de Romero Calvet.

Es ahora cuando Gómez de la Serna se hace más madrileño. El año 1917 lo dedica plenamente al Pombo. La tertulia es un éxito y sus ecos llegan incluso a París. Su padre se va a vivir temporalmente a Segovia y Gómez de la Serna compra un hotel en la nueva calle María de Molina número 43. En 1918 escribe un libro resumen de las tertulias, El Pombo, obra que completa en un segundo tomo que años después titulará La sagrada cripta del Pombo. El padre se jubila de la vida política y poco después muere a causa de una diabetes, el 22 de febrero de 1922. Gómez de la Serna vende entonces el hotelito y los cinco hermanos (Ramón, Pepe, Javier, Julio y Lola) se dispersan.
Gómez de la Serna alquila un estudio en la calle de Velázquez número 4 (que luego se llamará el Torreón de Velázquez y que más tarde pasó a ser parte del Hotel Wellington), y en este reducido espacio coloca sus cosas y cachivaches, y pone en las paredes un estampario de fotos y recortes de periódicos. Coloca un maniquí de cera con forma de mujer, al que adorna y viste. Los ingresos de la nómina procedentes del Ayuntamiento se cortaron de golpe en 1923 con la llegada al poder del general Miguel Primo de Rivera, quien corta con los puestos administrativos 'ficticios' con el objeto de reducir cargas al Estado. Con la herencia y la venta del hotelito se hizo construir un chalet en Estoril (Portugal), al que denominó El Ventanal. Colaboró en la revista lisboeta Contemporânea. Los viajes Madrid-Lisboa de fin de semana se hicieron frecuentes en busca de soledad y atmósfera propicia para escribir. Los ingresos de Gómez de la Serna provenían de su colaboración en El Liberal y la venta de libros. Su escasa economía causó que finalmente tuviera que vender El Ventanal. Una huelga de prensa dejó al país sin periódicos y a causa de ello acabó cerrando El Liberal. Es en aquella época en la que Nicolás María de Urgoiti crea el diario El Sol y Ramón pasa a escribir en el diario; esta colaboración tuvo una gran repercusión. Escribe de vez en cuando también en La Voz. A la edad de treinta y cinco años Gómez de la Serna ya era conocido en el mundo literario y periodístico. El 13 de marzo de 1923 sus amigos le homenajean con una cena literaria en Lhardy; este homenaje sería muy famoso debido a que el propio Gómez de la Serna ofreció otro homenaje paralelo en un lugar más humilde y asequible para todos los bolsillos: El Oro del Rin. La resonancia del evento llegó hasta París.

### Madurez literaria
Gómez de la Serna empieza a colaborar con la Revista de Occidente (colaboración que no abandonará hasta 1936). En los años veinte cuando empieza a elaborar biografías: Colette, Apollinaire y Remy de Gourmont. El ambiente de Madrid estaba marcado por la dictadura de Primo de Rivera, y muchos intelectuales se habían declarado contrarios al régimen. Gómez de la Serna, buscando otros aires, decide ir a vivir a Nápoles, donde se establece en la Rivera de Chiaia número 185 y sigue enviando sus colaboraciones a El Sol y La Voz. Vive durante dos años en Nápoles, pero acaba regresando finalmente a su Torreón de Velázquez. Entre las novedades a las que se enfrenta se encuentra la radio en España (en la que participa) y el cine. Es en este regreso cuando se empieza a interesar en la tauromaquia (en 1926 publica una novela titulada Torero Caracho) y sus libros comienzan a traducirse a otros idiomas.
Viaja por España dando conferencias, y en algunas provoca fallos eléctricos, para con una palmatoria dar su famosa conferencia de la maleta y al reiniciarse la luz comerse dicha vela (elaborada de confitura). Es en estos viajes donde elabora más greguerías. Las conferencias «greguerizantes» se suceden por diversas capitales; en ellas aparece lo sorpresivo, causando desconcierto. Dueño de sus recursos literarios, se desborda en las conferencias, y cuando habla de los faroles un ciego se le acerca al término de la misma para decirle que gracias a él «ha podido verlos». En otras ocasiones no tiene tanto éxito, como durante el Concurso de Cante Jondo de Granada cuando uno de sus oyentes, señalándole con una pistola, le comenta al espectador que tenía al lado: «¿Qué?... ¿le mato ya?». Fue uno de los tres miembros extranjeros de la Academia Francesa del Humor junto Charles Chaplin y Pitigrilli. Valery Larbaud introduce la greguería (échantillons) en Francia. Puede criticarse el exceso de su producción greguerística; pero como decía Jorge Guillén (Automoribundia, capítulo LI): «Cierto, a Ramón, en cuanto abre la boca, se le cae una greguería; prueba de que esto constituye, más que un género literario, la manera espontánea y elemental de sucederse la actividad normal e ininterrumpida de su humor».

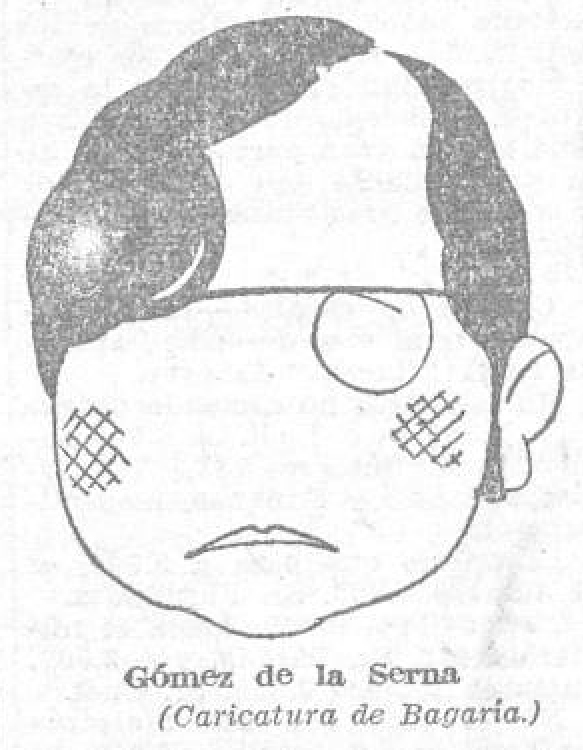
Caricaturizado por Bagaría en El Sol (1928)

El 15 de septiembre de 1927 apareció un titular en los periódicos madrileños anunciando la muerte de Ramón por error de las agencias informativas; por lo que los que llamaban al torreón para dar el pésame se encontraban con la sorpresa de su voz. El periódico argentino La Nación le reclama artículos, algo que acepta con gran ilusión. Realiza su cuarto viaje a París con motivo de la celebración de las nuevas ediciones de El circo y El incongruente. Los periódicos españoles se hacen eco de los éxitos de Ramón tras los Pirineos, y su tío Ramón escribe en la Revista de Occidente sobre el escritor en París. La llegada de París hace que Ramón se encuentre en su máximo auge de popularidad.
En 1929, Gómez de la Serna intenta introducirse en el teatro con Los medios seres, una obra de la que solo tenía escrito el prólogo, con la idea inicial de publicarlo en la Revista de Occidente. Pero Valentín Andrés Álvarez le convence para ponerla en escena con la compañía de Margarita Robles y Gonzalo Delgrás, que se había especializado en teatro de vanguardia. Escribe los dos primeros actos en una semana, y el resto durante el montaje de la obra. En este periodo tiene un escarceo amoroso con María Álvarez de Burgos, hija de su amante Carmen de Burgos, episodio que recoge el libro Memorias de Colombine, de Federico Utrera. La obra se estrena el 7 de diciembre de 1929 en el teatro Alcázar, levantando una enorme expectación. Fue un fracaso el día de la inauguración, y los abucheos fueron acallados con los amigos del Pombo, entre los que estaba Enrique Jardiel Poncela, del que él mismo se declara discípulo, José López Rubio y Miguel Mihura. Se retiró de cartel en pocas semanas. Para alejarse del estrés que le produjo el varapalo teatral, Ramón se fue a París, donde alquila un estudio, monta una tertulia en el Café de la Consigne, y pasea con su musa parisina Magda.
Regresa de nuevo a Madrid y abandona el torreón para ir a vivir muy cerca, en el número 38 de la calle Villanueva, lugar en el que recompone su espacio barroco del torreón. Ahora se dedica a promover a nuevas figuras literarias. Unión Radio firma un contrato con Ramón para que le instale un micrófono en su casa y así pueda dar una sesión radiofónica todos los días. Gómez de la Serna posee amigos seguidores y enemigos, entre los que se encuentra Federico García Sanchiz. Ya a comienzos de 1930 surge en Ramón el interés de visitar América, y por invitación expresa viaja en trasatlántico a dar unas conferencias. En Buenos Aires tiene una gran acogida debido a sus colaboraciones a La Nación. Es allí cuando conoce a Luisa Sofovich (Luisita, como la llamó desde los comienzos). Sofovich tiene un hijo de un matrimonio fallido. Gómez de la Serna retrasa su viaje para que ella rehaga sus papeles y pueda regresar con él a Madrid. Cuando los tres pisan tierra española el 23 de febrero de 1932, la situación política corresponde al apogeo de la Segunda República. Gómez de la Serna continúa haciendo vida social en los cafés madrileños, e incluso visita a Carmen de Burgos, que permanece eternamente encerrada, con quien retoma una relación de amistad. Prosigue con las charlas radiofónicas de Unión Radio. El estado de Carmen de Burgos empeora notablemente y el 9 de octubre de 1932 una angina de pecho dio final a su vida en el estudio de Divino Pastor.
Luisita, porteña de nacimiento, se sentía mal en Madrid, y al cabo de un año de convivencia la añoranza iba en aumento. La exposición del libro español en Buenos Aires solicita su presencia como miembro del comité organizador, y simultáneamente se organiza un ciclo de conferencias. Esto supuso el segundo viaje a Argentina y Luisita va con él. La exposición fue muy visitada, sobre todo por los lectores de La Nación. Es en este viaje donde idea el proyecto de hacer una ópera titulada Charlot, con música de Mauricio Bacarisse; aunque al final el proyecto se queda en nada. En octubre inician el regreso a Europa.

### El exilio
La situación política que se encuentra Gómez de la Serna en España tras este segundo viaje a Argentina es muy volátil, debido a la revolución de enero de 1933 y la revolución de Asturias de 1934. Se polarizan los sentimientos, los amigos se dividen en uno u otro bando y algunos de los amigos del Pombo se suman al falangismo de José Antonio Primo de Rivera. Las tertulias se polarizan y Ramón teme que se contagie de ese ambiente la Cripta del Pombo. Luisita cae enferma de septicemia y eso preocupa a Ramón. A pesar de ello continúa en actividad periodística escribiendo para el Diario Madrid. Figura entre los fundadores de la Alianza de Intelectuales Antifascistas para la Defensa de la Cultura. El ambiente de tensión obliga a Ramón a lanzar el 10 de julio de 1936 una solicitud de clausura de la tertulia «La sagrada cripta» en el café de la calle de Carretas. El domingo once fue la última vez que emitiría su tertulia radiofónica por la Unión Radio. Los asesinatos del teniente Castillo y de José Calvo Sotelo y el pronunciamiento del 17 y 18 de julio de 1936 alarmaron a la opinión pública precipitando los acontecimientos.
El estallido de la guerra civil española sorprende a Gómez de la Serna en Madrid. Luisita empieza a buscar apoyos en el periódico La Nación para poder sacar a Ramón y a su familia de España, y posteriormente se acordó que se celebraría el congreso internacional del PEN Club en Buenos Aires. Gómez de la Serna y Azorín habían inaugurado anteriormente el PEN Club en España. Se planeó la salida por un puerto republicano que permitiese su acceso a Francia y decidieron hacer el viaje cuando le llegó la confirmación de los tres pasajes en el transatlántico Belle Isle desde Burdeos. Esas noches antes de su partida fueron dolorosas, ya que en Madrid dejaba la biblioteca que tras cuarenta y ocho años había logrado reunir. Finalmente el puerto fue Alicante y allí un carguero italiano le lleva a Marsella y posteriormente un viaje en tren hasta Burdeos. En Burdeos, en pasaje de tercera, comenzaron el viaje a Montevideo con escala en Lisboa. Esta era su tercera travesía a Argentina. Allí les esperaba el poeta Ángel Aller. A las pocas horas de pisar Montevideo mandó los artículos escritos durante la travesía a La Nación y una copia de la novela ¡Rebeca! a la Editorial Ercilla en Chile, por no poder editarla ya en España.

### El periodo porteño

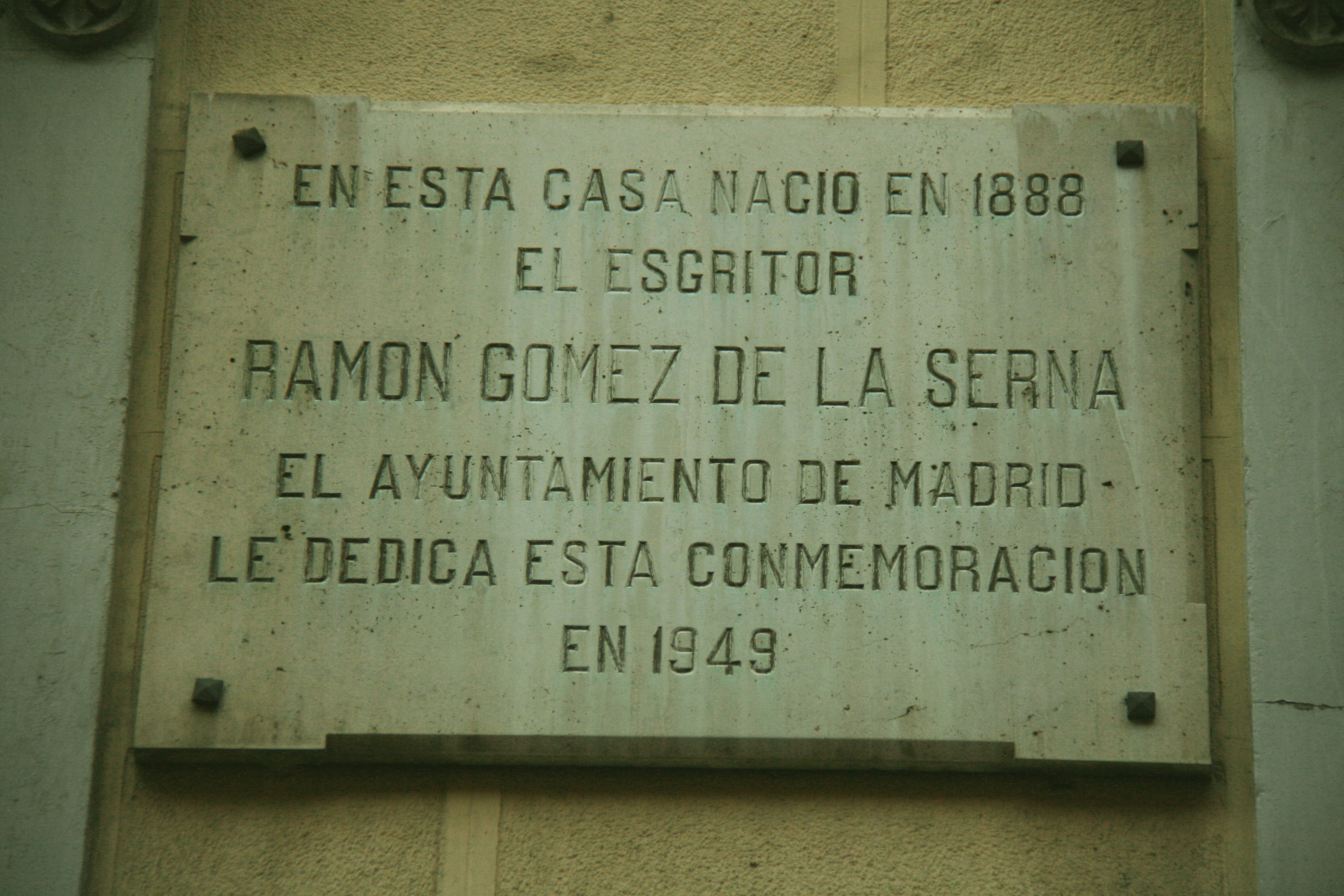
Placa en el inmueble de la calle de Guillermo Rolland N.º 7.

Los inicios de su exilio en la ciudad de Buenos Aires no fueron muy agradables, y aparte del poeta Oliverio Girondo, que les ofrece ayuda en esos primeros instantes de vagabundeo, poco apoyo encuentra por parte de otras personas. Recibía ofertas desde España de su amigo falangista Tomás Borrás intentándolo unir a la causa, ofertas que él denegaba. Las noticias que llegaban de España anunciaban un recrudecimiento de la guerra y Madrid era una ciudad sitiada. En Argentina las entrevistas que le realizan le requieren que tome partido por uno de los bandos. Y las conferencias que firma en contratos le sugieren un punto de vista partidario que Ramón intenta evitar. Reduce su actividad social, y los años 1937 y 1938 son años de reediciones de sus obras. En 1938 Girondo les consigue una casa en la calle Hipólito Yrigoyen a la altura del 1974 (barrio de Balvanera), que será su vivienda definitiva. La guerra civil española acaba y sus viejos amigos le envían cartas al nuevo domicilio. Otros españoles aparecen en Buenos Aires huyendo. Mantuvo contacto especial con Ortega y Gasset y Gregorio Marañón, que durante la guerra habían tomado partido por los sublevados. Luego, fue destacado a la embajada en Buenos Aires un amigo suyo, Ignacio Ramos.
Poco a poco se va fundiendo con la sociedad de Buenos Aires y se nutre de este nuevo mundo para él. Se dedica con furor a la greguería. Ya a comienzos de los años cuarenta se identifica con lo porteño. Participa de las actividades culturales de la ciudad. Escribe una biografía sobre su tía Carolina Coronado, de Azorín, de la pintora Maruja Mallo y de Valle Inclán. Empieza a escribir artículos a comienzos de mayo de 1944 en el diario oficialista español Arriba, cuyo director es el falangista Javier de Echarri, un admirador de la obra de Ramón. Las elecciones argentinas de 1946 dan la victoria al populista y autoritario nacionalista Juan Domingo Perón. A finales de los años cuarenta y en el exilio en Buenos Aires comienza a escribir su autobiografía, titulada Automoribundia. Se encierra en su estudio y si sale es con Luisita a la Costanera, al zoológico o a pequeñas calles con aroma porteño. De incógnito acude al café Richmond, intentando recordar los viejos tiempos. Le diagnostican diabetes, que ya afectaba a su padre. Cada vez duerme menos y necesita de medicamentos para poder hacerlo. En 1947 Buenos Aires acoge una Exposición de arte español y aparece entre las obras pictóricas el cuadro de Solana sobre el Pombo. La propiedad del cuadro de Solana llevaba tiempo litigándose entre una heredera del dueño del Café Pombo (Eduardo Lamela) y Ramón, que finalmente lo cede al estado español.
En 1948 publica su propia biografía, Automoribundia, en cincuenta y un capítulos. En España causa furor su publicación. Gómez de la Serna tiene ya sesenta años y siente nostalgia de su Madrid; así lo hace ver en su obra Las tres gracias, de 1949, en la que el protagonista es el propio Madrid y tres muchachas. A pesar de su edad planea viajes a Montevideo y a Chile para dar conferencias. La tentación de volver a España existe, pero económicamente sobrevive en Buenos Aires y Luisita (que le cuida) está contenta viviendo en su ciudad natal. Gómez de la Serna lee un día en el diario Arriba que la tertulia del Pombo se reanimaba liderada por José Sainz y Díaz, y donde se recitará Romancero legionario. A Gómez de la Serna no le hizo gracia la noticia al comprobar que su tertulia estaba siendo utilizada políticamente, lo que él siempre había impedido. Jesús Rubio (subsecretario de Educación Nacional) había encargado al presidente del Ateneo de Madrid que invite oficialmente a Ramón a un viaje a España de dos meses de duración. Gómez de la Serna duda y consulta con sus allegados, y finalmente decide regresar. Toma junto con Luisita un navío español (Monte Urbasa), que le lleva a Bilbao, con escala en las islas Canarias. Los diecisiete días de travesía atlántica y trece años de exilio voluntario pesan en su memoria. El 22 de abril de 1949 llega a la ría de Bilbao y tres días después entra en Madrid. Se aloja en el Hotel Ritz. En su primera salida del hotel va al Café Lyon y las multitudes de amigos y curiosos le acosan. Comunica a todos los pombianos que el 30 de abril de 1949 se reabría la Sagrada cripta. Tres sesiones logró celebrar durante su estancia en Madrid, con conferencias, actos protocolarios, chocolatadas, verbenas populares, presentación de libros, etcétera. La vida en Madrid durante este mes pasó rápidamente entre agotadores días llenos de actividades. El Ayuntamiento de Madrid le pone una placa conmemorativa en el edificio donde nació y, en una ceremonia de reconocimiento, descorre la protocolaria cortinilla. Entre los actos oficiales se encuentra una recepción con el militar y dictador Francisco Franco. Gómez de la Serna nota que poco a poco los actos oficiales van enfriándose y al final son inexistentes. Decide ir a Barcelona y el 31 de mayo abandona Madrid para viajar a la Ciudad Condal. Gómez de la Serna le comunica a Luisita en Barcelona que se marchan a Buenos Aires cuando lleguen a Bilbao. Toman el barco de regreso y prueba de la repentina decisión es que se deja conferencias sin celebrar. Durante la travesía de regreso se muestra esquivo y apenas sale del camarote.
Gómez de la Serna vive un periodo de trabajo solitario encerrado en su torreón bonaerense, pero malas noticias le llegan desde España. La primera es que el fallo del Premio Nacional de Literatura, al que se presentaba con Las tres gracias, concede el premio al uruguayo Antonio Larreta, mientras Azorín (que pertenecía al jurado) participaba durante la votación con una actitud indolente y pasiva. La otra mala noticia es el cierre definitivo del Café de Carretas, terminando ya con toda ilusión de celebrar otra tertulia. Durante los siete años que van desde 1953 a 1960, Gómez de la Serna publica doce libros y varios millares de artículos periodísticos y varias series de nuevas greguerías. Durante ese tiempo los cambios de dirección en el diario español y oficialista Arriba muestran también cambios de sensibilidad artística. La llegada de Rodrigo Royo a la dirección del periódico hace que envíe a Gómez de la Serna una carta rogando el cese de envío de greguerías, aclarando: «escriba usted otra cosa; reportajes o artículos por ejemplo». Gómez de la Serna se niega al requerimiento mientras que el diario ABC le ofrece un contrato para la recepción de series de greguerías. Gómez de la Serna trabaja, además, como guionista para la televisión de Argentina y adquiere fama.
En España su primo Gaspar encabeza la solicitud internacional del Premio Nobel de literatura, y los homenajes se repiten simultáneamente en España y Argentina. Su salud se resiente, atenazado a la insulina (nuevo descubrimiento médico), y los doctores le detectan una flebitis latente. Las invitaciones para regresar a Madrid se sucedían y el alcalde de Madrid por aquel entonces, el conde Mayalde, le solicita en numerosas ocasiones su presencia. Gómez de la Serna, con su precaria salud, salía de paseo, obligado, tan solo una vez por semana. Argentina le ofrece una pensión vitalicia. El empeoramiento de su salud en 1962 hace cundir la alarma cuando se le detecta un cáncer entre el píloro y el duodeno. En abril de 1962 el embajador le comunica la concesión del premio Juan March. A comienzos de 1963, el día 12 de enero, fallece Ramón en Buenos Aires. El 23 de enero sus restos llegan a Madrid, donde permanece enterrado en el Panteón de Hombres Ilustres, propiedad de la Asociación de Escritores y Artistas Españoles, en la Sacramental de San Justo, junto a las tumbas de Mariano José de Larra, José de Espronceda, Gaspar Núñez de Arce, Manuel Bretón de los Herreros, Juan Eugenio Hartzenbusch y de Eduardo Marquina.

## El autor

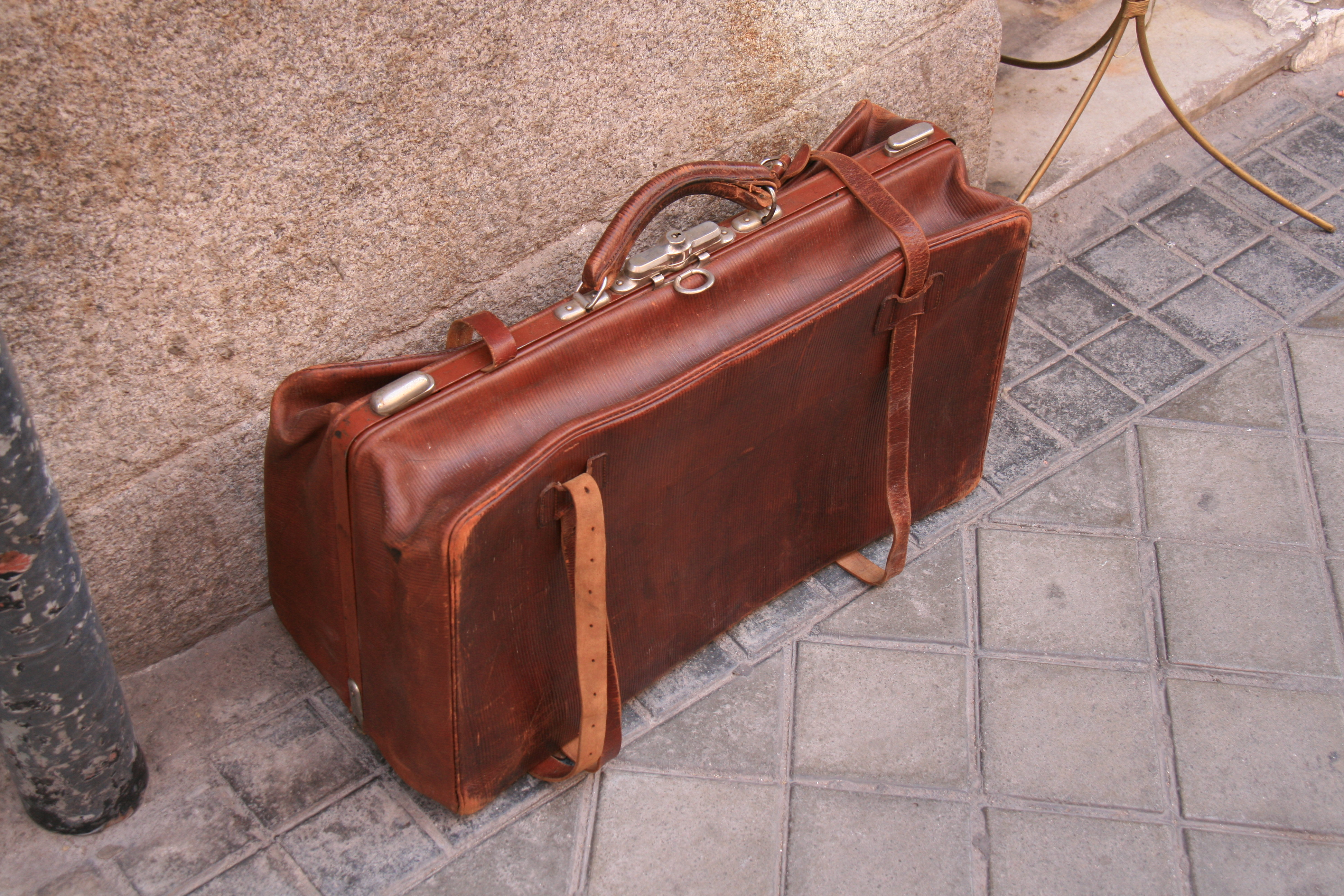
Una de sus presentaciones más populares se hacía con una maleta a oscuras: al reiniciarse la luz se comía la vela.

Escritor de personalidad muy acusada y de una vastísima obra de más de un centenar de títulos, su creación literaria más significada y reconocida es la «greguería», nacida en 1910, que ejerció una enorme influencia en los creadores de su tiempo y, especialmente, en los poetas de la generación del 27. Gómez de la Serna es un decidido entusiasta de lo nuevo, y en cuya defensa e impulso desplegará una actividad muy intensa. Sin embargo, no siempre su febril actividad creativa se vio coronada por el éxito. De él se decía que «todo lo que se le ocurría lo escribía, todo lo que escribía lo publicaba y todo lo que publicaba lo regalaba, porque sus libros apenas se vendían». Su temprana vocación se anuncia cuando a los diecisiete años escribe la que será su primera obra, titulada Entrando en fuego (1905).

### El periodista
Es muy probable que Gómez de la Serna escribiera desde sus primeros instantes en diversos periódicos locales. Pero su periodo inicial lo tuvo sin lugar a dudas en su paterno Prometeo. Se puede seguir su obra periodística anterior a la Guerra Civil en La Tribuna, El Liberal, El Sol y La Voz. Su obra literaria se encuentra en casi todas las revistas del momento, desde las minoritarias y efímeras hasta Revista de Occidente, La Gaceta Literaria y Cruz y Raya.
Los años veinte son los años del reconocimiento internacional de Ramón, cuando vive en El Ventanal, chalet que se construyó en Estoril con Carmen de Burgos, en Nápoles y de vuelta a Madrid; en París, en el Cirque d'Hiver, da una conferencia subido a lomos de un elefante; en el Circo Americano de Madrid lee su conferencia a partir de un rollo de papel, sentado en un trapecio elevado sobre la pista.

### Teatro
Cultivó un teatro muy innovador, cercano a la estética surrealista, cuyo mejor exponente es Los medios seres, que llegó a representarse pero no fue entendida por el público madrileño, poco habituado a las extravagancias vanguardistas.

### Ensayos

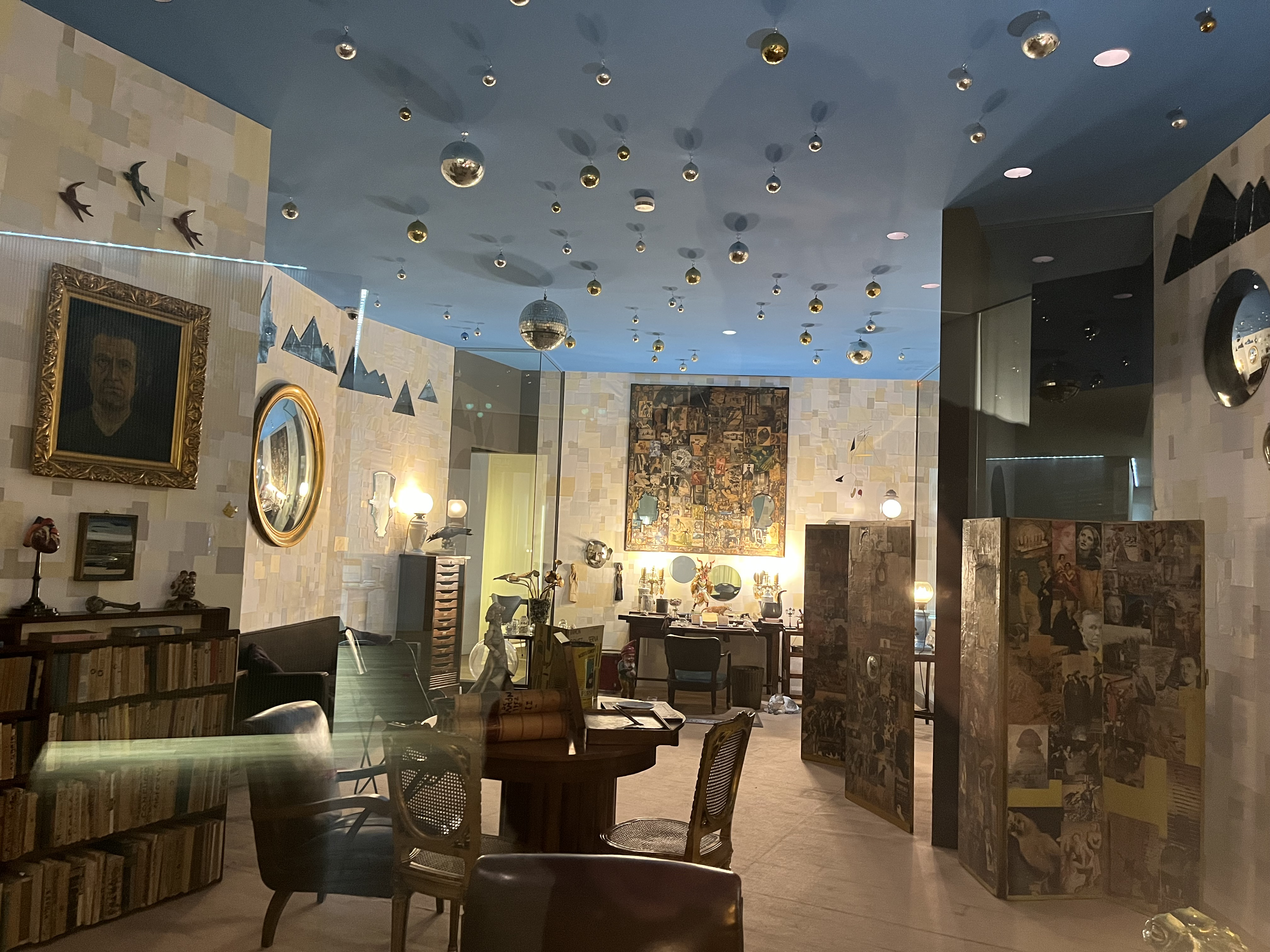
Despacho de Ramón Gómez de la Serna en el Museo de Arte Contemporáneo (Madrid).

En sus obras ensayísticas lo más destacable es la introducción de las vanguardias europeas en España (su libro Ismos, por ejemplo, que introdujo un nuevo vocablo en el diccionario castellano). También sintió interés por el madrileñismo castizo y encontró una forma de renovar el costumbrismo que se había utilizado en su descripción en la metáfora del mercadillo de Madrid, al que dedicó su libro El Rastro, donde los objetos infortunados y abandonados son salvados por su evocación lírica.

### Greguerías

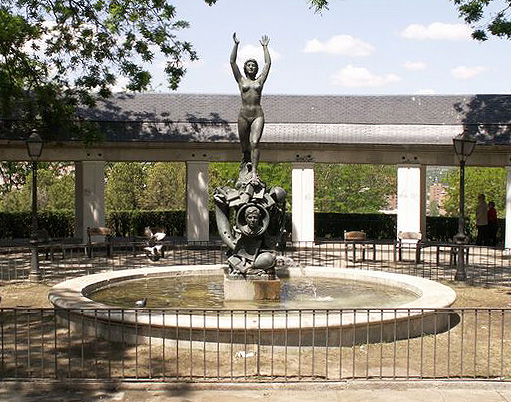
Monumento dedicado a Ramón Gómez de la Serna en los jardines de Las Vistillas de Madrid (Enrique Pérez Comendador, 1972).

Las greguerías son unas sentencias ingeniosas, y en general breves, que surgen de un choque casual entre el pensamiento y la realidad. Es indudable que Gómez de la Serna fue su creador. El propio autor la define esquemáticamente del siguiente modo:
{\displaystyle humorismo+met{\acute {a}}fora\longmapsto greguer{\acute {\iota }}a}
La imagen en que se basa la greguería puede surgir de forma espontánea, pero su formulación lingüística es muy elaborada, pues ha de recoger sintética, ingeniosa y humorísticamente la idea que se quiere transmitir.
El efecto sorpresivo se obtiene a través de:
1. La asociación visual de dos imágenes: «La luna es el ojo de buey del barco de la noche».
2. La inversión de una relación lógica: «El polvo está lleno de viejos y olvidados estornudos».
3. La asociación libre de conceptos ligados: «El par de huevos que nos tomamos parece que son gemelos, y no son ni primos terceros».
4. La asociación libre de conceptos contrapuestos: «Lo más importante de la vida es no haber muerto».

Gómez de la Serna dedicó, a lo largo de su vida, numerosos libros a este nuevo género, que cultivaba asiduamente en secciones fijas de los periódicos y lo consagraría como uno de los escritores más conocidos de las letras españolas: Greguerías (1917), Flor de greguerías (1933), Total de greguerías (1955), etcétera. Este género, de hecho, sirvió para renovar la anquilosada idea de la metáfora y de la imagen poética que poseía la estética literaria española y anticipó el surrealismo.
En su prólogo a Total de greguerías, citó como antecedentes de la greguería a la obra de autores como Luciano de Samosata, Horacio, Shakespeare, Lope de Vega, Francisco de Quevedo, Jules Renard, Saint-Pol-Roux, George Santayana, entre otros.

### Novelas
La originalidad creativa del autor se ve reflejada especialmente en sus dieciocho novelas, empezando con La viuda blanca y negra, llena de la pasión amorosa del verano madrileño, probablemente comenzada en 1917 pero publicada en 1921, el mismo año que la embrionaria colección de casos, antídoto contra la novela, El Doctor Inverosímil. Luego vienen la muy vanguardística El Incongruente (1922) y la cosmopolita El gran hotel (1922). En 1923 salen otras cuatro novelas igualmente originales: El Chalet de las Rosas, un análisis de la psicología criminal localizado en la madrileña Ciudad Lineal; El secreto del Acueducto, que transcurre en Segovia; Cinelandia, fantaseando sobre Hollywood; y La Quinta de Palmyra, situada cerca de Lisboa. La obra más ambiciosa de esta etapa es El novelista (1925), en la que se explaya la capacidad de inventar cantidad de novelas grandes y cortas. El torero Caracho (1926) es una visión grotesca del ambiente taurino, y El caballero del hongo gris (1928) satiriza el mundo financiero por su vana apariencia y superficialidad. El tema típicamente ramoniano del amor entre hombre y mujer (a excepción de la pareja lesbiana que termina encontrando la Palmyra portuguesa) se reanuda en Nápoles con La mujer de ámbar (1927), en el Madrid del Rastro con La Nardo (1930), y en un París cubista de emigrantes argentinos con Policéfalo y señora (1932). La escritura se hace aún más experimental en la novela erótica y surrealista ¡Rebeca! (1937), seguida de otra tan surrealista como existencialista, El hombre perdido (1947), que el autor define como 'novela de la nebulosa'. Gómez de la Serna suele proyectar en la novela su propia vida ficcionalizada y disfrazada. Por eso conviene consultar lo que cuenta de modo más convencional, aunque estilizado, en su autobiografía propiamente dicho, Automoribundia (1948), que destaca los cambios de década y de pareja en Madrid y el trauma del auto-exilio en Buenos Aires. Las dos últimas novelas vuelven a un estilo más popular y sencillo para explorar las nostalgias del pasado: Las Tres Gracias (novela madrileña de invierno) (1949), y Piso bajo (1961).
El mejor sitio para encontrar todas las novelas, con información y evaluaciones de las mismas, son los cuatro tomos sobre Novelismo de las Obras completas.
El doble problema para la crítica es definir cuál es la relación entre greguería y novela, y decidir si la escritura metafórica y humorística que Ramón utiliza en todos los géneros es compatible con lo que se entiende como buena novela.

### Biografías
Ramón Gómez de la Serna fue un prolífico biógrafo, y en su labor se llega a retratar a sí mismo. Las obras biográficas son elegidas por el autor por una cierta afinidad personal.

## Obras
Algunas de sus obras son:
- 1905 — Entrando en fuego: santas inquietudes de un colegial, Diario de Avisos, Segovia
- 1908 — Morbideces, El Trabajo, Madrid
- 1909 — El cofrecito encantado, Saturnino Calleja, Madrid
- 1909 — El concepto de nueva literatura
- 1909 — La utopía
- 1909 — Beatriz (teatro)
- 1909 — El drama del palacio deshabitado (teatro)
- 1911 — El libro mudo, Imprenta Aurora, Madrid
- 1911 — La corona de hierro (teatro)
- 1912 — El lunático, Imprenta Aurora, Madrid
- 1912 — Ex-votos, Imprenta Aurora, Madrid
- 1913 — El ruso
- 1914 — El doctor inverosímil, La novela de bolsillo, Madrid
- 1915 — El Rastro, Sociedad Editorial Prometeo, Madrid
- 1917 — El circo, Imprenta Latina, Madrid
- 1917 — Greguerías, Editorial Prometeo, Madrid
- 1917 — La viuda blanca y negra, Biblioteca Nueva, Madrid
- 1917 — Senos, Imprenta Latina, Madrid
- 1918 — Pombo, Imprenta Mesón de Paños, Madrid
- 1919 — Greguerías selectas
- 1920 — Toda la historia de la calle de Alcalá, Imprenta con los plomos de La Tribuna, Madrid
- 1920 — Toda la historia de la Puerta del Sol, Imprenta Mesón de Paños, Madrid
- 1921 — Disparates, Espasa Calpe, Madrid
- 1921 — Óscar Wilde
- 1921 — Leopoldo y Teresa (relato)
- 1922 — El Gran Hotel. Editorial-América, Madrid
- 1922 — El incongruente
- 1922 — El secreto del acueducto
- 1923 — Cinelandia
- 1923 — La quinta de Palmyra, Biblioteca Nueva, Madrid
- 1923 — El alba (ensayo, ampliado en 1956)
- 1923 — La roja (relato)
- 1924 — El novelista
- 1924 — La sagrada cripta del Pombo, Tomo II, Imprenta G. Hernández y Galo Sáez, Madrid
- 1924 — El vegetariano (relato)
- 1926 — El torero Caracho, Agencia Mundial de Librería, Madrid
- 1926 — Gollerías
- 1927 — La mujer de ámbar, Biblioteca Nueva, Madrid
- 1927 — Ramonismos
- 1927 — Seis falsas novelas, Agencia Mundial de Librería, Madrid
- 1928 — El caballero del hongo gris, Agencia Mundial de Librería, Buenos Aires
- 1928 — Goya
- 1928 — El regalo al Doctor (relato)
- 1928 — La hiperestésica (relato)
- 1929 — Efigies
- 1929 — Los Medios Seres
- 1929 — Novísimas greguerías
- 1930 — La Nardo
- 1931 — Ismos
- 1931 — Elucidario de Madrid (1957, 1988) Facsímil digital 1988 en Biblioteca Virtual de PublicaMadrid.
- 1932 — Aventura y desgracia de un sinsombrerista (relato)
- 1932 — Policéfalo y señora (novela)
- 1935 — Greguerías 1935, Editorial Cruz y Raya, Buenos Aires
- 1935 — El Greco (biografía)
- 1936 — ¡Rebeca!, Ed. Ercilla, Santiago de Chile
- 1941 — Retratos contemporáneos
- 1942 — Azorín, Editorial Losada, Buenos Aires
- 1942 — Mi tía Carolina Coronado (biografía)
- 1943 — Lo cursi y otros ensayos, Ed. Sudamericana
- 1944 — Don Ramón María del Valle-Inclán, Espasa Calpe, Buenos Aires
- 1944 — José Gutiérrez-Solana (biografía)
- 1947 — El hombre perdido, Editorial Poseidón, Buenos Aires,
- 1947 — Trampantojos (miscelánea)
- 1948 — Automoribundia, Buenos Aires
- 1949 — Las tres gracias, Ed. Perseo, Buenos Aires
- 1953 — Total de greguerías
- 1956 — Nostalgias de Madrid, El Grifón de plata, Buenos Aires